# Dekanat Radom-Południe
Dekanat Radom-Południe – jeden z 29 dekanatów w rzymskokatolickiej diecezji radomskiej.

## Parafie wchodzące w skład dekanatu
Źródło: 
- Radom: 
  - parafia Opatrzności Bożej
  - parafia Chrystusa Kapłana
  - parafia Chrystusa Nauczyciela
  - parafia Chrystusa Dobrego Pasterza
  - parafia Matki Odkupiciela
  - parafia Miłosierdzia Bożego
  - parafia św. Józefa
  - parafia św. Teresy od Dzieciątka Jezus
  - parafia Świętego Krzyża
- poza Radomiem:
  - Parafia św. Wojciecha w Kowali
  - Parafia Matki Bożej Różańcowej w Mazowszanach
  - Parafia św. Zofii w Młodocinie
  - Parafia Matki Boskiej Częstochowskiej w Pelagowie–Trablicach[2]